# Devarakonda
Devarakonda es una ciudad censal situada en el distrito de Nalgonda en el estado de Telangana (India). Su población es de 29731 habitantes (2011). Se encuentra a 104 km de Hyderabad, la capital del estado.

## Demografía
Según el censo de 2011 la población de Devarakonda era de 29731 habitantes, de los cuales 15287 eran hombres y 14444 eran mujeres. Devarakonda tiene una tasa media de alfabetización del 81,50%, superior a la media estatal del 67,02%: la alfabetización masculina es del 89,63%, y la alfabetización femenina del 72,84%.